# Fornelos (Ponte de Lima)
Fornelos é uma povoação portuguesa do Município de Ponte de Lima que foi sede da extinta Freguesia de Fornelos, freguesia que tinha 10,50 km² de área e 1 638 habitantes (2011), e, por isso, uma densidade populacional de 156 hab./km².
A Freguesia de Fornelos foi extinta (agregada) pela última Reorganização administrativa do território das freguesias, de acordo com a Lei n.º 11-A/2013 de 28 de Janeiro, tendo o seu território sido agregado ao da Freguesia de Queijada para constituir a Freguesia de Fornelos e Queijada com sede em Fornelos.

## População
| População da freguesia de Fornelos | População da freguesia de Fornelos | População da freguesia de Fornelos | População da freguesia de Fornelos | População da freguesia de Fornelos | População da freguesia de Fornelos | População da freguesia de Fornelos | População da freguesia de Fornelos | População da freguesia de Fornelos | População da freguesia de Fornelos | População da freguesia de Fornelos | População da freguesia de Fornelos | População da freguesia de Fornelos | População da freguesia de Fornelos | População da freguesia de Fornelos |
| ---------------------------------- | ---------------------------------- | ---------------------------------- | ---------------------------------- | ---------------------------------- | ---------------------------------- | ---------------------------------- | ---------------------------------- | ---------------------------------- | ---------------------------------- | ---------------------------------- | ---------------------------------- | ---------------------------------- | ---------------------------------- | ---------------------------------- |
| 1864                               | 1878                               | 1890                               | 1900                               | 1911                               | 1920                               | 1930                               | 1940                               | 1950                               | 1960                               | 1970                               | 1981                               | 1991                               | 2001                               | 2011                               |
| 1 013                              | 1 068                              | 976                                | 1 027                              | 1 215                              | 1 145                              | 1 266                              | 1 510                              | 1 559                              | 1 434                              | 1 267                              | 1 394                              | 1 531                              | 1 535                              | 1 638                              |

| Distribuição da População por Grupos Etários | Distribuição da População por Grupos Etários | Distribuição da População por Grupos Etários | Distribuição da População por Grupos Etários | Distribuição da População por Grupos Etários | Distribuição da População por Grupos Etários | Distribuição da População por Grupos Etários | Distribuição da População por Grupos Etários | Distribuição da População por Grupos Etários | Distribuição da População por Grupos Etários |
| -------------------------------------------- | -------------------------------------------- | -------------------------------------------- | -------------------------------------------- | -------------------------------------------- | -------------------------------------------- | -------------------------------------------- | -------------------------------------------- | -------------------------------------------- | -------------------------------------------- |
| Ano                                          | 0-14 Anos                                    | 15-24 Anos                                   | 25-64 Anos                                   | > 65 Anos                                    |                                              | 0-14 Anos                                    | 15-24 Anos                                   | 25-64 Anos                                   | > 65 Anos                                    |
| 2001                                         | 285                                          | 257                                          | 717                                          | 276                                          |                                              | 18,6%                                        | 16,7%                                        | 46,7%                                        | 18,0%                                        |
| 2011                                         | 264                                          | 204                                          | 873                                          | 297                                          |                                              | 16,1%                                        | 12,5%                                        | 53,3%                                        | 18,1%                                        |